# Encarnación Granados
Encarnación „Encarna” Granados Aguilera  (ur. 30 stycznia 1972 w Sarría de Ter w prowincji Girona) – hiszpańska lekkoatletka specjalizująca się w chodzie sportowym, trzykrotna uczestniczka letnich igrzysk olimpijskich (Barcelona 1992, Atlanta 1996, Sydney 2000).

## Sukcesy sportowe
Największy sukces na arenie międzynarodowej odniosła w 1993 r. w Stuttgarcie, zdobywając brązowy medal mistrzostw świata w chodzie na 10 kilometrów (z czasem 43:21; za Sari Essayah i Ileaną Salvador). Spośród startów olimpijskich, najlepszy wynik (14. miejsce) osiągnęła w Barcelonie, w Sydney zajęła 20. miejsce, natomiast w Atlancie nie ukończyła konkurencji.
W latach 1993, 1994, 1995 i 2000 czterokrotnie zdobyła tytuł mistrzyni Hiszpanii w chodzie na 10 000 metrów, była również czterokrotną (1992, 1994, 1995, 1997) mistrzynią kraju na dystansie 20 kilometrów oraz dwukrotną (1992, 1994) złotą medalistką halowych mistrzostw Hiszpanii w chodzie na 3000 metrów.

## Rekordy życiowe
- chód na 3000 metrów – 12:34,32 – Torrevieja 03/03/1999
- chód na 5 kilometrów – 21:36 – Viladecans 04/02/2001
- chód na 5000 metrów – 22:03 – Vitoria 26/06/1999
- chód na 10 kilometrów – 43:21 – Stuttgart 14/08/1993
- chód na 10 000 metrów – 43:30,22 – Barcelona 02/09/2000 (rekord Hiszpanii)
- chód na 20 kilometrów – 1:33:06 – Leamington 23/04/2000